# 世界七大自然奇观
世界七大自然奇观一直受到爭議，當中最為著名的是由CNN Natural Wonders發出之七大自然奇觀：
- 美国科罗拉多大峡谷
- 澳大利亞大堡礁
- 巴西里約熱內盧瓜納巴拉灣
- 尼泊尔、中國交界的珠穆朗玛峰（世界最高峰）
- 非洲维多利亚瀑布
- 墨西哥帕里庫廷火山（世界極年輕的火山）
- 兩極極光

## 世界新七大自然奇觀
世界新七大自然奇觀（奇景）（New 7 Wonders of Nature）投票活動由瑞士的新七大奇蹟協會（New 7 Wonders Foundation，N7W）於2007年發起，活動緊接著世界新七大奇蹟活動的結束而開始，這個投票活動徵求來自全球的投票，吸引了約上億人次參與（終止於2011年11月11日）[1]，最終的七大自然奇觀包括：
- 亞馬遜河與亞馬遜雨林（位於玻利維亞、巴西、哥倫比亞、厄瓜多、法屬圭亞那、圭亞那、秘魯、蘇利南、委內瑞拉之交）。
- 濟州島（位於韓國）。
- 下龍灣（位於越南）。
- 伊瓜蘇瀑布（位於巴西和阿根廷）。
- 普林塞萨港地下河国家公园（位於菲律賓）。
- 科莫多国家公园（位於印尼）。
- 桌山（位於南非）。